# جاي سبورتس
جاي سبورتس هي مجموعة من أربع قنوات تلفزيونية فضائية رياضية في اليابان من إنتاج وبث جوبيتر سبورتس.
وهي مملوكة لشركة شركة J Sports (株式会社ジェイ・スポーツ)

## القنوات

### جاي سبورتس 1
- دوري كرة القدم للمحترفين الياباني
- دبليو دبليو إي إن إكس تي
- سوبر فورمولا

### جاي سبورتس 2
- فووت!
- تلفزيون برشلونة

### جاي سبورتس 3
- معارك ليلة الجمعة
- مجموعة دبليو دبليو إي فينتيج
- نيو جابان برو ريسلينغ
- NCAA كرة السلة
- بطولة اليابان لكرة السلة بين الكليات
- جولة ITTF Pro
- سلسلة BWF Super
- بطولة العالم للسوبربايك

### J الرياضة 4
- الدوري الإنجليزي الممتاز
- كأس الاتحاد الإنجليزي
- دوري أبطال أوروبا
- دوري كرة القاعدة الرئيسي
- إن بي أي
- دوري الهوكي الوطني
- سباق فرنسا للدراجات
- طواف لانكاوي
- سوبر جي تي
- دبليو دبليو إي راو
- دبليو دبليو إي سماكداون

## البرامج
- (J SPORTS STADIUM 野球好き؟، مباريات كرة القاعدة لكل من: سايتاما سيبو لايونز، وشيبا لوت مارينز، وتشونشي دراغونز، أوريكس بافالوس، هيروشيما تويو كارب وفوكوكا سوفتبانك هوكس)